# EMCS
| Sigles de 2 caractères   |
| Sigles de 3 caractères   |
| ► Sigles de 4 caractères |
| Sigles de 5 caractères   |
| Sigles de 6 caractères   |
| Sigles de 7 caractères   |
| Sigles de 8 caractères   |

EMCS est le sigle francophone canadien qui signifie « Exploitation Multiplex des Communications Secondaires » (EMCS). En anglais on a l'expression équivalente « Subsidiary Communications Multiplex Operation » (SCMO) ; aux États-Unis, l'appellation devient « Subsidiary Communication Authorization » (SCA).
C'est l'utilisation de la bande entre 53 et 75 kHz du signal composite stéréo, à des fins commerciales et communautaires (voir figures 2.1 et 2.2). La sous-porteuse EMCS est en général centrée à 67 kHz et doit être obligatoirement modulée en fréquence. L'addition de l'EMCS au signal composite stéréo conduit à une répartition différente des composantes initiales. Dans tous les cas, on est forcé d'accepter une détérioration du canal stéréo ; d'abord à cause de la diminution de sa puissance, puis par la présence de l'EMCS. Ce dernier contribue à diminuer l'indice de modulation de la porteuse principale, ce qui implique une dégradation du rapport signal à bruit, et génère des produits d'intermodulation tombant dans la bande du canal stéréo. Pour minimiser ces effets, on adopte une répartition de puissance relativement faible de l'EMCS (environ 3 % de la puissance totale), ce qui n'aide en rien à la qualité de ce dernier.